# Vaughan Azzurri
Vaughan Azzurri é um time de futebol canadense com sede em Vaughan, Ontario, que atualmente compete na League1 Ontario . 

## História
O Vaughan Azzurri teve sua temporada inaugural na League1 Ontario em 2014.  Desde então, os Azzurri venceram o campeonato em duas oportunidades. 
De 2014 a 2018, o clube foi treinado por Carmine Isacco . Após a temporada de 2018, Isacco deixou Vaughan para se juntar ao recém-fundado York 9 FC como treinador assistente. Na primavera de 2019, foi anunciado que o assistente técnico Patrice Gheisar assumiria o cargo. 
Depois de vencer a League1 Ontario de 2018, os Azzurri ganharam uma vaga na primeira pré-eliminatória do Campeonato Canadense de 2019 . Jogaram contra HFX Wanderers FC da Canadian Premier League em jogos de ida e volta e jogaram sua partida em casa no Ontario Soccer Centre . Vaughan Azzurri empatou em 3 a 3 no total, mas não conseguiu avançar nos gols fora . 

## Títulos
- League1 Ontario (2): 2016, 2018
- Copa L1 (3): 2014, 2016, 2018